# Green Valley (Califòrnia)
Green Valley és una població dels Estats Units a l'estat de Califòrnia. Segons el cens del 2000 tenia 1.859 habitants.

## Demografia
Segons el cens del 2000, Green Valley tenia 1.859 habitants, 735 habitatges, i 609 famílies. La densitat de població era de 86,7 habitants/km².
Dels 735 habitatges en un 25,9% hi vivien nens de menys de 18 anys, en un 72% hi vivien parelles casades, en un 8,8% dones solteres, i en un 17,1% no eren unitats familiars. En el 12,4% dels habitatges hi vivien persones soles el 6,8% de les quals corresponia a persones de 65 anys o més que vivien soles. El nombre mitjà de persones vivint en cada habitatge era de 2,53 i el nombre mitjà de persones que vivien en cada família era de 2,74.
Per edats la població es repartia de la següent manera: un 21,2% tenia menys de 18 anys, un 5,4% entre 18 i 24, un 16,4% entre 25 i 44, un 36,6% de 45 a 60 i un 20,4% 65 anys o més.
L'edat mediana era de 50 anys. Per cada 100 dones de 18 o més anys hi havia 89 homes.
La renda mediana per habitatge era de 83.755 $ i la renda mediana per família de 82.549 $. Els homes tenien una renda mediana de 81.067 $ mentre que les dones 32.917 $. La renda per capita de la població era de 42.979 $. Entorn del 8,5% de les famílies i el 9,7% de la població estaven per davall del llindar de pobresa.

## Poblacions més properes
El següent diagrama mostra les poblacions més properes.